# Baďan
Baďan es un municipio del distrito de Banská Štiavnica en la región de Banská Bystrica, Eslovaquia, con una población estimada a final del año 2024 de 148 habitantes.
Se encuentra ubicado al oeste de la región, cerca del río Hron —un afluente izquierdo del Danubio— y de la frontera con la región de Nitra.

## Demografía
| Año        | 1994 | 2004    | 2014    | 2024     |
| ---------- | ---- | ------- | ------- | -------- |
| Población  | 230  | 222     | 203     | 148      |
| Diferencia |      | −3,47 % | −8,55 % | −27,09 % |

| Año        | 2023 | 2024    |
| ---------- | ---- | ------- |
| Población  | 149  | 148     |
| Diferencia |      | −0,67 % |